# Bisdom Zanzibar
Het bisdom Zanzibar (Latijn: Dioecesis Zanzibarensis) is een van de acht katholieke bisdommen van de kerkprovincie Dar es Salaam in Tanzania. Het bisdom heeft zijn zetel te Zanzibar en de zetelkerk is de Sint-Jozefkathedraal in Stone Town. Het bisdom is suffragaan aan het aartsbisdom Dar es Salaam. Het bisdom telt 11.866 katholieken (2007), wat zo'n 1,1% van de totale bevolking van 1.101.000 is, en heeft een oppervlakte van 2.332 km². In 2007 bestond het bisdom uit 7 parochies. De huidige bisschop van Zanzibar is Augustine Ndeliakyama Shao CSSp. Hij werd door Paus Johannes Paulus II op 30 november 1996 aangesteld en door de aartsbisschop van Dar es Salaam, Polycarp Pengo, op 27 april 1997 gewijd.

## Geschiedenis
In 1712 werd de apostolische prefectuur van de Indische Oceaaneilanden opgericht, in 1818 verwierf daarbij de apostolische prefectuur Bourbon, de historische naam van Réunion autonomie. Deze prefectuur werd in 1850 verheven tot bisdom, het bisdom Saint-Denis-de-La Réunion, onder rechtstreeks gezag van de Heilige Stoel. Binnen dit bisdom werd in 1860 de apostolische prefectuur Zanguebar afgesplitst, die een gebied omvatte inclusief de Swahilikust, de Comorenarchipel en de Zanzibararchipel, voorheen alle rechtstreeks onderdeel van het bisdom Saint-Denis-de-La Réunion. Vanuit de apostolische prefectuur werd in 1883 een apostolisch vicariaat opgericht, in beheer van de congregatie van de Heilige Geest. 
In 1887 werd uit dit vicariaat de Apostolische Prefectuur Zuid-Zanguebar afgesplits (later overgegaan in het huidige aartsbisdom Dar-es-Salaam) en werd het apostolisch vicariaat Zanguebar hernoemd tot apostolisch vicariaat Noord-Zanguebar, en in 1906 tot apostolisch vicariaat van Zanzibar. In 1929 werd met de apostolische brief Quae catholicae van Paus Pius XI Jubaland overgedragen aan het toenmalige apostolische vicariaat van Mogadishu. In 1953 werd het apostolisch vicariaat Zanzibar met de pauselijke bul Quemadmodum ad Nos van Paus Pius XII verheven tot metropolitaan aartsbisdom Nairobi.
Uit het in 1953 opgerichte aartsbisdom Nairobi werd in 1955 het bisdom Mombasa en Zanzibar opgericht, wat op zijn beurt in 1964 door Paus Paulus VI werd opgedeeld in het bisdom Mombasa en de Apostolische administratie Zanzibar en Pemba. Mombasa werd in 1990 verheven tot aartsbisdom, de apostolische administratie Zanzibar en Pemba waar ook gebied vroeger bediend door het aartsbisdom Dar es Salaam aan werd gevoegd, werd op 24 maart 1980 met de apostolische constitutie Cum Administratio door Paus Johannes Paulus II verheven tot bisdom Zanzibar, suffragaan aan Dar es Salaam.

## Ordinarissen
De ordinarissen van het gebied waren:
- Apostolische administratoren van Zanzibar en Pemba
  - Edgar Aristide Maranta OFMCap, 1964–1966
  - Joseph Sipendi, 1966–1968
  - Adriani Mkoba, 1968–1973
- Bisschoppen van Zanzibar
  - Bernard Martin Ngaviliau CSSp, 1980–1996
  - Augustine Ndeliakyama Shao CSSp, sinds 1996